# Playing the dozens
playing the dozens (engl. für „die Dutzende spielen“) ist ein Phänomen der mündlichen Kultur der Afroamerikaner.
Es handelt sich hierbei um einen verbalen Schlagabtausch besonders unter heranwachsenden Männern, die sich in immer neuen Beleidigungen des Gegenübers, besonders aber dessen weiblicher Verwandtschaft, ergehen. Typischerweise werden im Verlauf der dozens immer haarsträuberendere Behauptungen aufgestellt, welche Perversionen sich die Mutter („Yo Mama“), in einer weiteren Steigerung dann die Großmutter des Gegenübers geleistet habe. Üblicherweise gipfelt dies in der vulgären Behauptung, selbst mit der Mutter oder Schwester des Gegenübers Geschlechtsverkehr gehabt zu haben. Verlierer der dozens ist derjenige „Spieler“, der zuerst nichts Schlagfertiges mehr zu erwidern weiß. Inzwischen ist das Phänomen auch in Deutschland verbreitet und  unter dem Schlagwort Deine Mudder bekannt.

## Ursprung
Der Ursprung dieser Tradition ist ungewiss. Vielfach ist ein afrikanischer Ursprung der dozens vermutet worden. Jedenfalls finden sich ähnliche Interaktionsrituale, in denen die Beleidigung der weiblichen Verwandtschaft im Vordergrund steht, auch in anderen Kulturkreisen, so insbesondere im arabischen Raum und auch in Südeuropa. Die dozens werden gemeinhin als ein Mannbarkeitsritual gedeutet. Ein Heranwachsender versucht darin seine Virilität zu unterstreichen, indem er gleichermaßen seine sexuelle Macht über das Weibliche behauptet und sie einem Rivalen abspricht.
Über den Ursprung der Bezeichnung the dozens gibt es verschiedene Theorien. Möglicherweise leitet sie sich von dem im heutigen Englisch veralteten Verb to dozen, „verblüffen“ ab. Einer anderen Vermutung zufolge entwickelte sich der Begriff auf dem Sklavenmarkt von New Orleans, wo versehrte und schwache Sklaven, die der Händler nicht profitabel verkaufen konnte, oft in Gruppen verkauft wurden und so „im Dutzend billiger“ waren.